# Afromochtherus malawi
Afromochtherus malawi là một loài ruồi trong họ Asilidae. Afromochtherus malawi được Londt miêu tả năm 2002. Loài này phân bố ở vùng nhiệt đới châu Phi.